# Joshua Zirkzee
Joshua Orobosa Zirkzee (* 22. května 2001 Schiedam) je nizozemský profesionální fotbalista, který hraje na pozici útočníka za anglický klub Manchester United a za nizozemský národní tým do 21 let.

## Klubová kariéra

### Mládežnická kariéra
Zirkzee začal s fotbalovou kariérou v pěti letech v nizozemském klubu VV Hekelingen. Po třech letech se přesunul do klubu Spartaan '20, kde nastupoval po boku svého bratrance Nelsona Amadina. V roce 2013 pak odešel do týmu ADO Den Haag, aby se odtud po třech letech přesunul do Feyenoordu. Již o rok později pak Zirkzee opustil rodné Nizozemsko a přestoupil do německého Bayernu Mnichov.

### FC Bayern Mnichov
Zirkzee odehrál svůj debut za rezervu Bayernu Mnichov 23. listopadu 2018 v utkání nejvyšší bavorské regionální ligy proti FC Pipinsried. 1. března 2019 pak vstřelil hattrick v ligovém utkání proti SV Schalding-Heiningu. První zápas ve třetí německé lize v utkání proti Würzburger Kickers.
Debut za A-tým Bayernu Mnichov odehrál Zirkzee v utkání skupinové fáze Ligy mistrů proti Tottenhamu Hotspurs. O týden později nastoupil také do svého prvního utkání v Bundeslize proti SC Freiburgu. Svou první sezónu za hlavní tým Bayernu pak uzavřel kontinentálním treblem.

## Reprezentační kariéra
Narodil se v Nizozemsku, jeho otec je Nizozemec, matka pochází z Nigérie. Zirkzee reprezentoval Nizozemsko ve většině mládežnických kategorií s výjimkou týmu do 20 let.

## Úspěchy a ocenění

### FC Bayern Mnichov II
- Bavorská Regionalliga – 2018/19
- Premier League International Cup – 2018/19

### FC Bayern Mnichov
- Bundesliga – 2019/20
- DFB-Pokal – 2019/20
- DFL-Supercup – 2020
- Liga mistrů UEFA – 2019/20
- Superpohár UEFA – 2020